# Aliabad-Turm

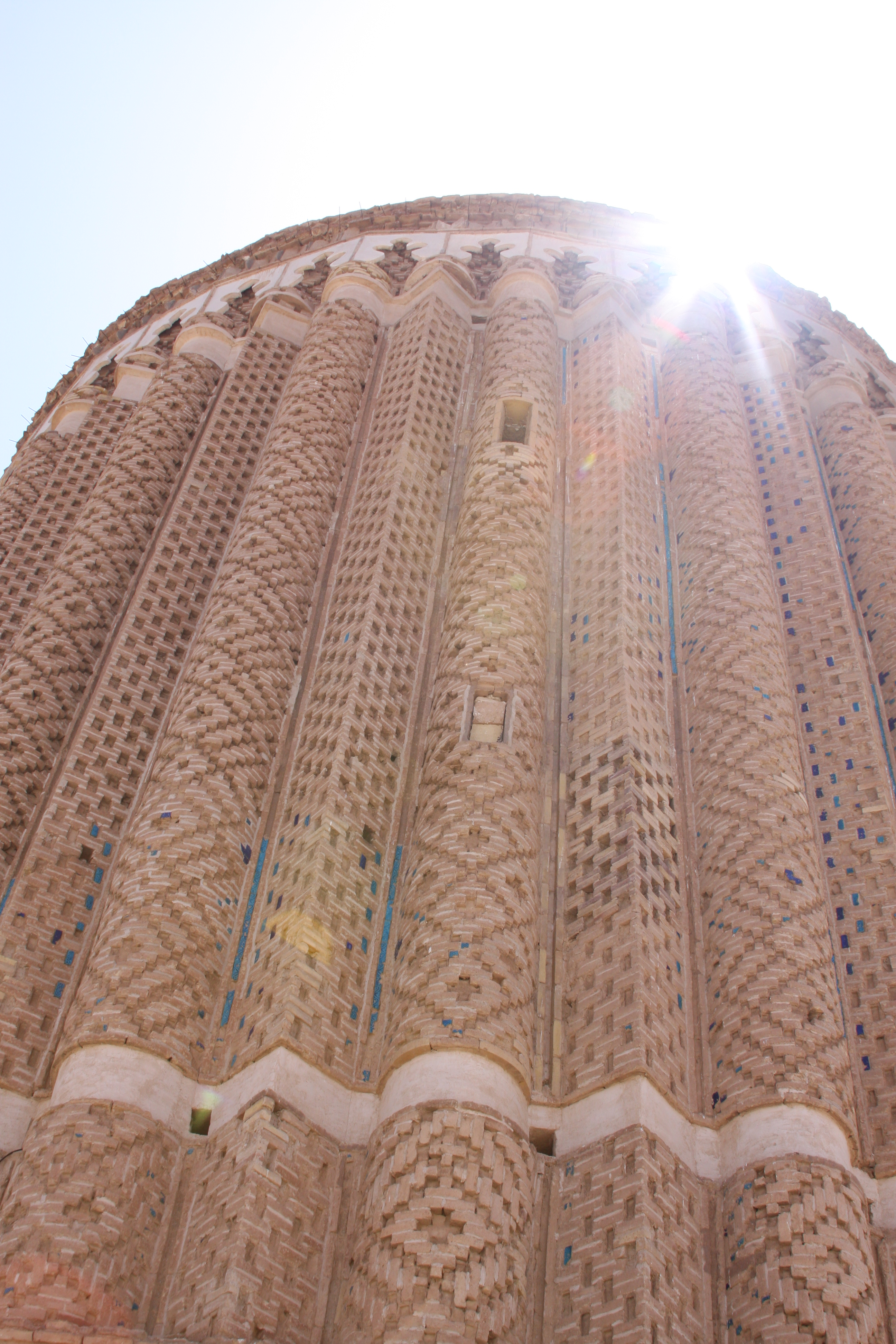
Aliabad-Turm

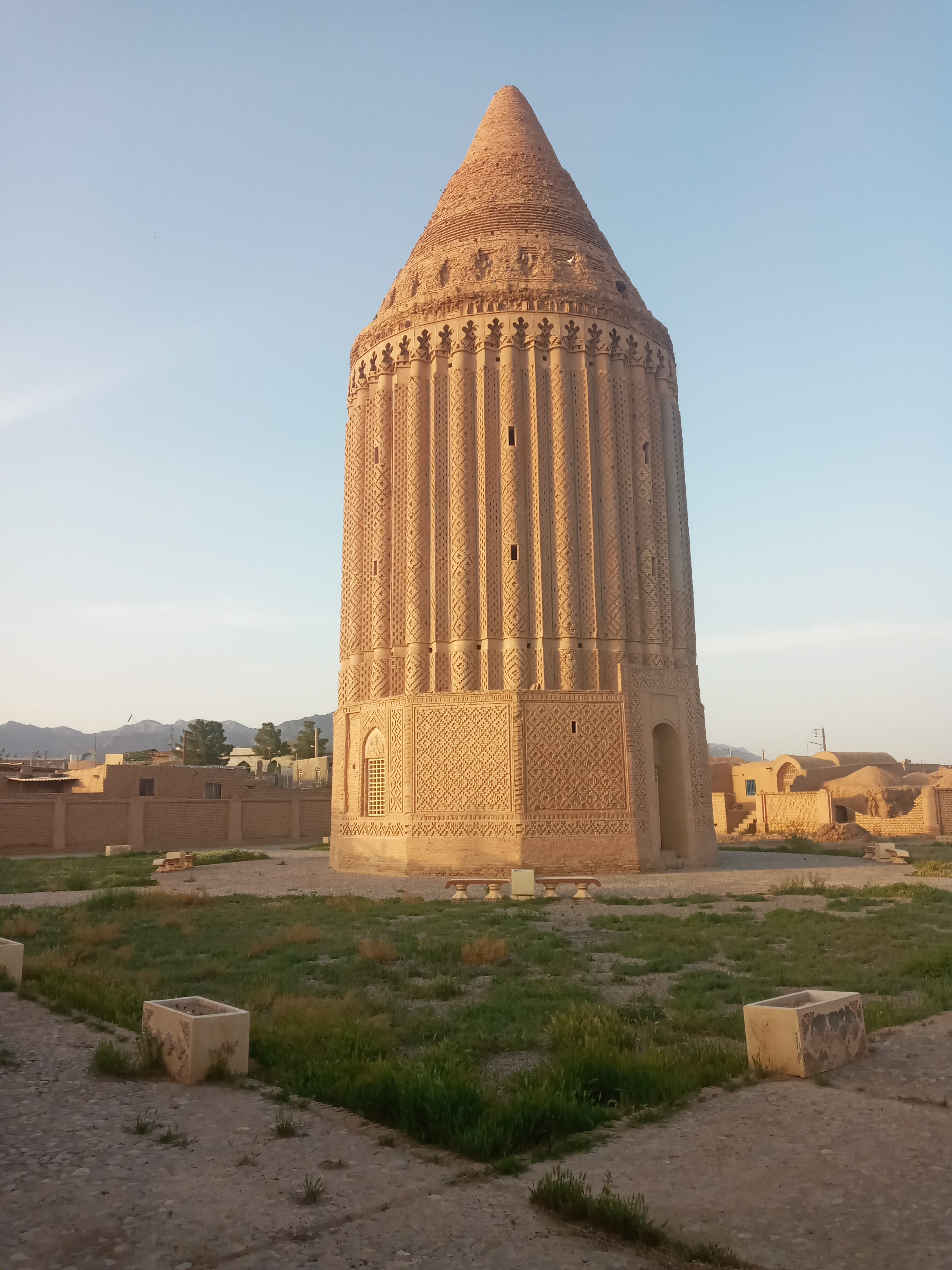
Aliabad-Turm

Der Aliabad-Turm ist ein Grabturm aus dem 14. Jahrhundert in der Nähe der Stadt Bardaskan in der iranischen Provinz Razavi-Chorasan. Die Höhe des Turms wird mit 18 Meter, der äußere Umfang mit 42 Meter angegeben; die kegelförmige Fassade besteht aus Backstein. Die Bauart erinnert an die Türme des Schweigens des Zoroastrismus. Der Turm wurde in die Liste der nationalen Denkmäler des Iran aufgenommen.